# Sakhuwanankarkatti
Sakhuwanankarkatti – gaun wikas samiti we wschodniej części Nepalu w strefie Sagarmatha w dystrykcie Siraha. Według nepalskiego spisu powszechnego z 2001 roku liczył on 487 gospodarstw domowych i 3067 mieszkańców (1521 kobiet i 1546 mężczyzn).